# André Dufraisse
André Dufraisse (30. června 1926 Razès – 21. února 2021) byl francouzský
mistr světa cyklokrosu. Profesionálem byl v letech 1950–1964.
Úspěchy:

- MS: 5× zlato, 2× stříbro, 4× bronz
- Mistrovství Francie: 7× zlato, 2× stříbro, 4× bronz
- další medaile ze závodů ve Francii, Švýcarsku, Španělsku a Belgii